# Great Offley
Great Offley är en by i Hertfordshire i England. Byn är belägen 22,7 km 
från Hertford. Orten har 761 invånare (2015). Byn nämndes i Domedagsboken (Domesday Book) år 1086, och kallades då Offelei.